# Велика Весь (Вольштинський повіт)
Велика Весь (пол. Wielka Wieś) — село в Польщі, у гміні Седлець Вольштинського повіту Великопольського воєводства.
Населення — 309 осіб (2011).
У 1975-1998 роках село належало до Зеленоґурського воєводства.

## Демографія
Демографічна структура станом на 31 березня 2011 року:
|          | Загалом | Допрацездатний вік | Працездатний вік | Постпрацездатний вік |
| -------- | ------- | ------------------ | ---------------- | -------------------- |
| Чоловіки | 118     | 31                 | 81               | 6                    |
| Жінки    | 191     | 28                 | 134              | 29                   |
| Разом    | 309     | 59                 | 215              | 35                   |